# Казе ди Кампо Черело (Пезаро и Урбино)
Казе ди Кампо Черело је насеље у Италији у округу Пезаро и Урбино, региону Марке.
Према процени из 2011. у насељу је живело 15 становника. Насеље се налази на надморској висини од 141 м.